# Hydractinia echinata
Hydractinia echinata là một hydrozoa biển sống thành quần thể được tìm thấy mọc trên vỏ của ốc vỏ bụng. Nó đặc biệt phổ biến ở bên ngoài vỏ ốc bị chiếm đóng bởi cua ẩn sĩ vuốt phẳng.
Hydractinia echinata tạo các mảng màu hồng trên vỏ ốc bị chiếm đóng bởi một con cua ẩn sĩ, thường gần miệng ốc. Nó bao gồm gai lởm chởm dày đến ba mm. 
H. echinata được tìm thấy ở Đại Tây Dương phía đông bắc bao gồm cả Bắc Băng Dương, biển Baltic và Biển Nam Bắc đến Tây Bắc châu Phi. Đây là vòng chung bờ biển của Anh và Ai-len và được tìm thấy nơi ốc mượn hồn (Eupagurus bernhardus) có mặt, trên bờ thấp hơn trên nền cát. 

## Hình ảnh

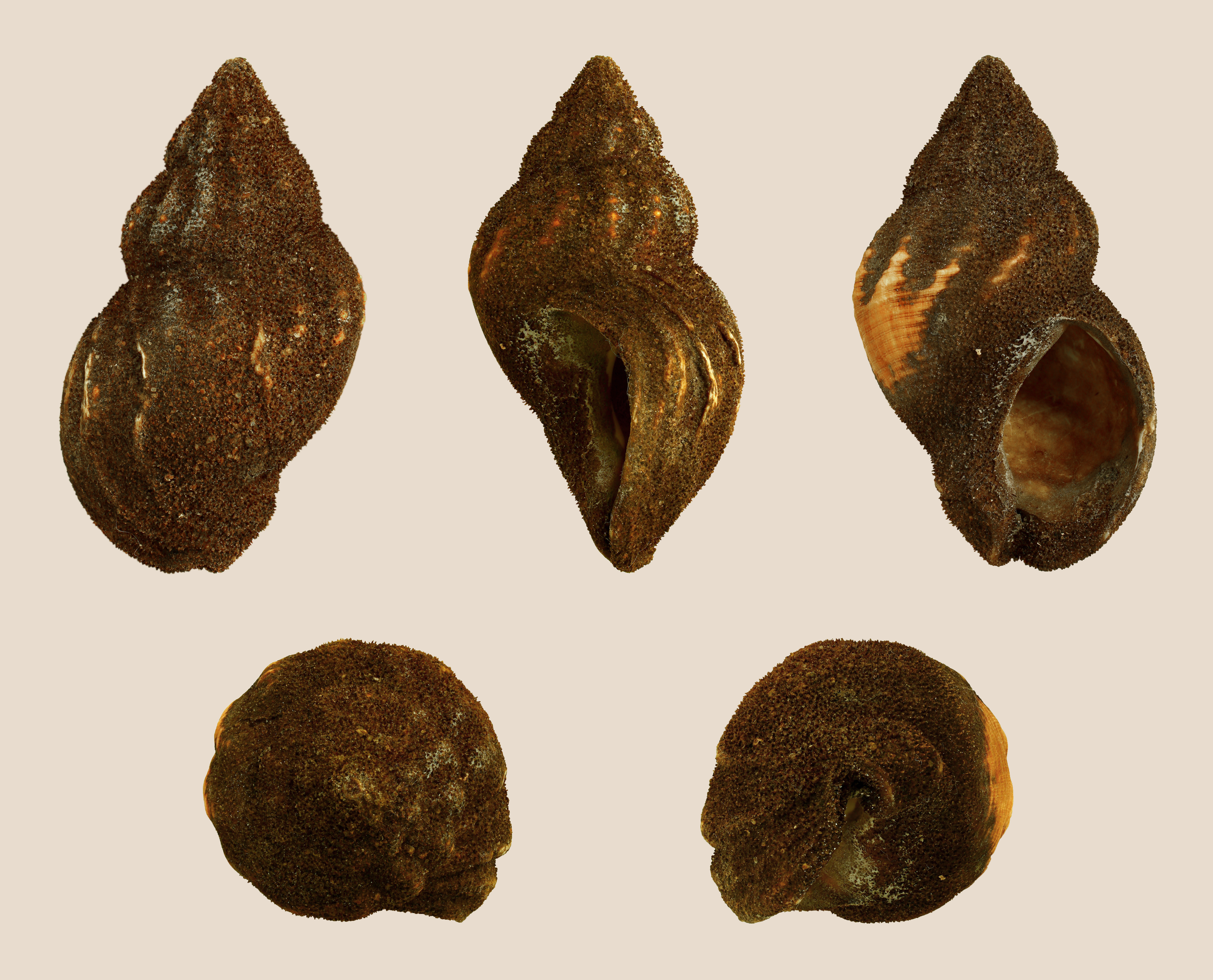
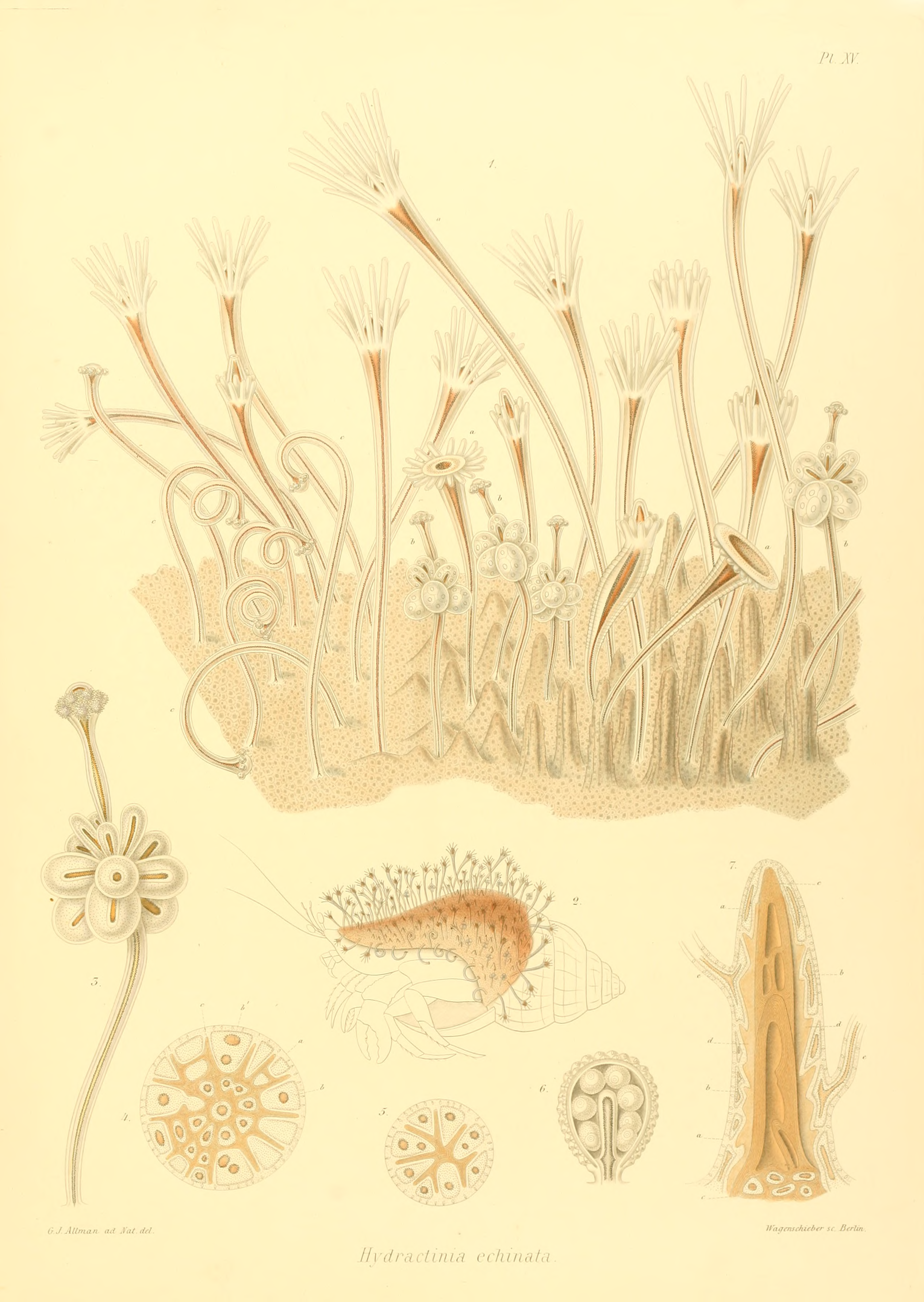
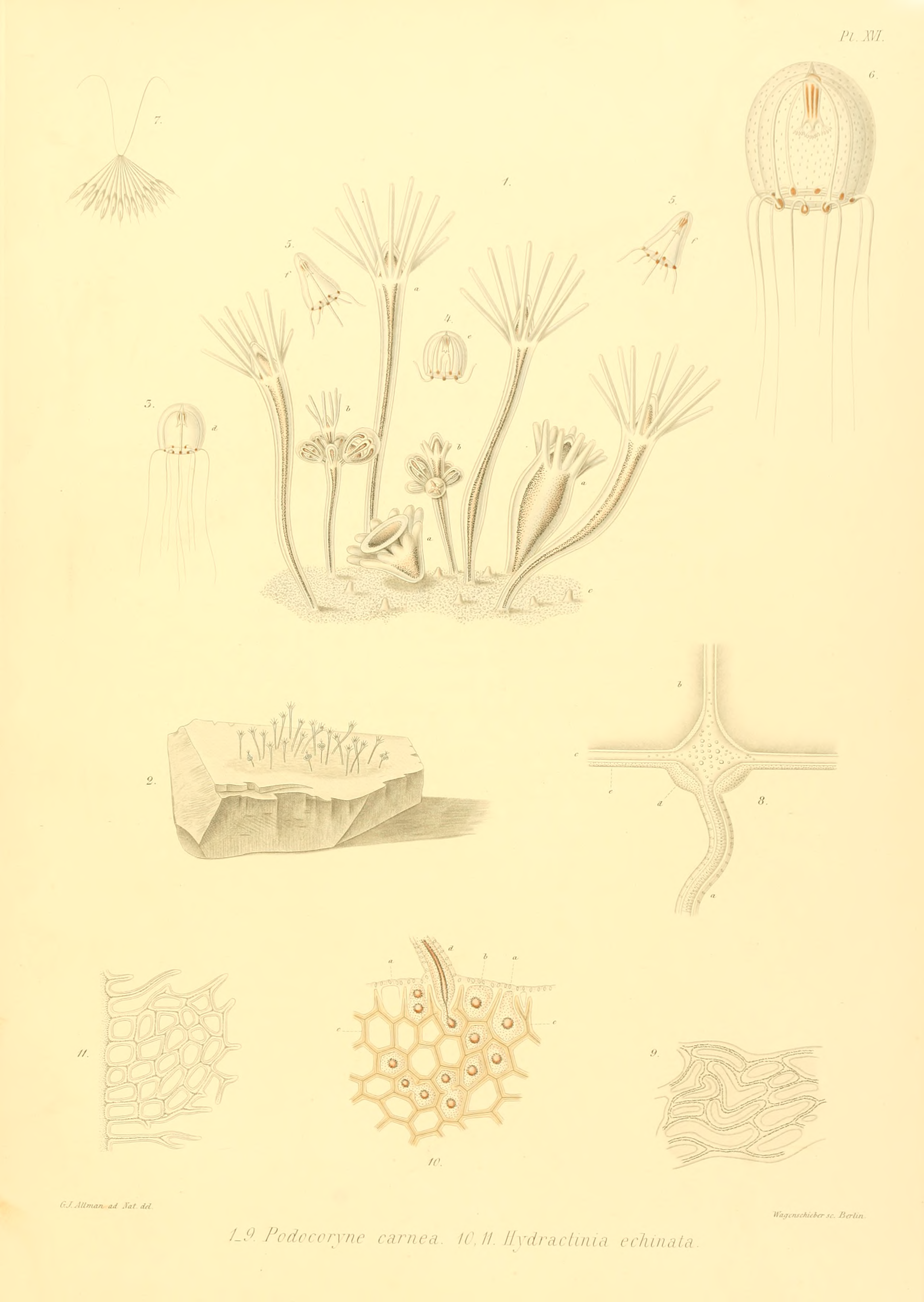